# Kelvin Crests
Kelvin Crests är en bergstopp i Antarktis. Den ligger i Västantarktis. Argentina, Chile och Storbritannien gör anspråk på området. Toppen på Kelvin Crests är 1 073 meter över havet, eller 64 meter över den omgivande terrängen. Bredden vid basen är 3,6 km.
Terrängen runt Kelvin Crests är huvudsakligen kuperad. Trakten är obefolkad. Det finns inga samhällen i närheten.